# Stomatium ronaldii
Stomatium ronaldii är en isörtsväxtart som beskrevs av L. Bol. Stomatium ronaldii ingår i släktet Stomatium och familjen isörtsväxter. Inga underarter finns listade i Catalogue of Life.